# 자위대
자위대(일본어: 自衛隊 지에이타이[*], 영어: Japan Self-Defense Forces; JSDF)는 일본의 방위를 담당하기위해 설치되어 방위성에 소속된 준군사조직이며, 국제법상으로는 군대로 취급된다. 육상자위대, 해상자위대, 항공자위대로 구성되어 있다.
최고 지휘·감독권은 내각에 있으며, 내각총리대신이 최고지휘관이다. 방위대신은 내각총리대신의 지휘·감독을 받아 자위대를 지휘한다. 방위성은 자위대의 관리·운영을 목적으로 설치되었는데, 내국(內局)과 막료감부(幕僚監部), 통합막료감부, 방위시설청(防衛施設廳) 및 부속기관으로 구성되어 있으며 각 자위대는 각각 막료감부와 막료장의 감독을 받는다. 총병력은 320,000명, 전차 1,004대, 장갑차 약 3,200량대, 야전포 400문, 공격 헬리콥터 119대, 이지스함 8척, 수상전투함 36척, 잠수함 20척, 헬리콥터 모함 7척, 수송함 11척, 초계기 74대, 전투기 341대, 공중조기경보통제기 4대, 공중조기경보기 14대, 공중급유기 7대, 수송기 22대를 보유하고 있으며, 국방비는 500억달러(GDP의 1.2%)를 지출하고 있다.
18세에서 32세 사이의 남녀가 지원하여 복무하는 모병제로, 최대 49세까지 복무가 가능하다. 일본국 헌법 제9조에 의해 현재까지 자위대는 전쟁 행위가 금지되어 있으나 최근에는 국제적 평화유지 임무를 수행한다는 명분으로, 각국의 전쟁에 파견되기 시작했다. 일본에서는 새로운 헌법 해석 변경과 공세적 무기체계의 도입으로 자위대의 지위와 임무, 능력을 격상 시키자 이에 대해 주변국들간에 군비 경쟁이 치열해지고 있다.
모병제를 시행중이기에 지원율은 낮은 편이지만 전역을 하는 인원은 더 적어 병력이 쌓이고 있으며 2등사, 1등사, 사장, 3등조를 합친 것보다 2등조가 2배 이상 많아 자연적으로 전군 간부화가 되어 있다. 2등사로 입대해 계속 진급하면 최대 3등좌 또는 2등좌까지는 진급한다.

## 역사
1950년 창설된 경찰예비대(警察豫備隊)와 1952년 창설된 해상경비대를 모체로 1952년에 보안대, 경비대로 각각 개편된 뒤, 1954년 7월 1일 자위대법에 따라 자위대로 통합·개칭되어 오늘에 이르고 있다.

## 조직 및 전력
2009년 육상자위대 규모는 15만 명이며, 부대는 5개 방면대와 장관직할부대로 편성된다. 해상자위대는 5만 명 규모로, 자위함대, 5개 지방대, 교육항공집단 및 장관직할부대로 편성된다. 주요함정 200척, 항공기 200기로서 함정규모는 세계 제6위, 대잠수함 작전 능력은 세계 제4위이다. 항공자위대는 4만 명 규모로, 항공총대, 항공교육집단 등과 직할부대로 편성된다. 작전용 항공기는 500대이나 방공능력 등을 고려하면 세계적인 수준이다. 이외 합동참모본부(통합막료)에 2,000여 명이 있으며 예비병은 6만 명이다.
육상자위대 예하에 "해병대" 성격이 뚜렷한 부대인 수륙기동단(水陸機動団, Amphibious Rapid Deployment Brigade)이 본격적으로 운영될 듯하다.
자위대가 처음으로 수륙기동단을 보유하겠다는 의견이 시작된건 2013년 1월 달에 일본방위성이 주관한 통합방위전략 연구에서 중국의 대만 침공 시나리오와 센카쿠 열도 및 미카 섬 일대에 대한 침공에 대한 시나리오가 발표되었는데 이과정에서 오키나와 주둔 미해병대 MEU에 준하는 상륙기동부대 창설이 논의된 적이 있다. 규모는 2200명 수준에 경장비 중심 편제의 기동부대 창설이 이야기가 여기서부터 시작되었고 2013년 7월부터는 일본 방위성 중기방위계획에서 도서지역에 대한 방어 및 탈환을 위한 수륙양용적 능력을 확보해야 한다는 이야기가 흘러나왔다.
여기서 자위대에 해병대적 기능 부여라는 표제로 V-22 수직이착륙 수송기와 수륙양용장갑차 전문 운용부대 창설이 논의되었다. 그리고 최종적으로 2013년 9월에 육상자위대 예하의 수륙기동단을 신설하기로 확정했고 1월달 연구에서 흘러나온 2200명에서 늘어난 3000명 규모의 연대급 상륙 부대로 우선적으로 2014년부터 소대 규모의 수륙기동단 준비대가 창설되어 앞으로 신설할 부대 창설을 준비하게 되고 준비가 되는되로 현재 자위대에서 가장 해병대와 비슷한 성격을 지닌 서부방면대 보통과연대 병력 700여명이 신설되는 수륙기동단에 편제된다고 한다. 또한 별도로 공정단을 수륙기동단에 편제시켜 중앙즉응부대를 신설해 신속한 항공수송부대도 운용할 방침이라고 한다. 이미 서부방면대 보통과연대를 통해서 어느정도 데이터와 별도의 훈련을 구축해온 일본이기에 3000명 규모의 상륙양용단 전력화도 빠르면 2017년까지 확보할 것으로 추정한다. 동부방면대의 12여단과 중부방면대의 14여단을 공중강습여단으로 지정했고 중부방면대의 13여단을 해병대로 만들려고 하고 헬기 부족으로 여단 내에 있는 모든 연대를 공중강습하기는 힘들다는 생각을 가지고 있어서 헬기전력을 대폭 늘리는 중이다. 공중강습부대 말고도 또다른 형태의 부대를 계획 중인데 바로 신속대응여단이라는 개념으로 차륜형장갑차를 중심으로 부대를 편성한다. 일본 자위대는 헬기와 차륜형장갑차를 이용해서 기동화하는 중이다. 미국이 일본의 집단권 자위권에 대해서 지지의사를 표방했다.
일본은 2019년도(2014년 4월∼2019년 3월)까지 수륙기동단 편성을 완료한다는 구상이다. 현재 구상대로 수륙기동단이 조직되면 센카쿠 방어 인력은 현재의 약 700명에서 적게는 3배, 많게는 4배로까지 늘어나게 된다. 또 일본 정부는 2014년도(2014년 4월∼2015년 3월)까지 수륙기동단의 핵심장비인 수륙양용차량 6대를 시험가동한 뒤 2019년도까지 52대를 배치할 계획이다.
주요직위자의 경우 주임원사 위치에 준위를 보직시켜서 주임준위라 한다. 장성급에서는 중장 이후부터는 육상 자위대, 해상 자위대, 항공 자위대의 각 막료장(중장)과 통합막료장(대장)으로 보직이 곧 계급이 된다.

## 구조

### 수뇌부
- 방위대신
- 방위 부대신
- 방위대신 정무관
- 방위대신 보좌관
- 방위 사무차관
- 방위 주재관
- 통합막료감부
  - 육상막료감부
  - 해상막료감부
  - 항공막료감부

### 기관
- 방위대학교
- 방위의과대학교
- 방위연구소
- 내부부국
- 정보본부
- 기술연구본부
- 장비시설본부
- 방위감찰본부
- 외국군용품심판소

### 직종
- 육상자위대
- 해상자위대
- 항공자위대

### 부대
- 육상자위대
  - 육상총대(2018년 예정)
    - 북부 방면대(北部方面隊): 홋카이도 삿포로시, 삿포로 주둔지
    - 동북 방면대(東北方面隊): 미야기현 센다이시, 센다이 주둔지
    - 동부 방면대(東部方面隊): 사이타마현 아사카시, 아사카 주둔지
    - 중부 방면대(中部方面隊): 효고현 이타미시, 이타미 주둔지
    - 서부 방면대(西部方面隊): 구마모토현 구마모토시, 겐군 주둔지
- 해상자위대
  - 자위함대(自衛艦隊), 요코스카 기지
    - 호위함대(護衛艦隊), 요코스카 기지
    - 항공집단(航空集団), 아쓰기 항공 기지
    - 잠수함대(潜水艦隊), 요코스카 기지

  - 오미나토 지방대(大湊地方隊), 오미나토 기지
  - 요코스카 지방대(橫須賀地方隊), 요코스카 기지
  - 마이즈루 지방대(舞鶴地方隊), 마이즈루 기지
  - 쿠레 지방대(呉地方隊), 구레 기지
  - 사세보 지방대(佐世保地方隊), 사세보 기지
- 항공자위대
  - 항공총대(航空總隊), 후추 기지
    - 북부 항공 방면대(北部航空方面隊), 미사와 기지
    - 중부 항공 방면대(中部航空方面隊), 이루마 기지
    - 서부 항공 방면대(西部航空方面隊), 가스가 기지
    - 남서 항공 혼성단(南西航空混成團), 나하 기지

## 계급장

### 육상자위대
| 구분 (区分)         | 장관 (将官)                       | 장관 (将官) | 장관 (将官)     | 좌관 (佐官)       | 좌관 (佐官)       | 좌관 (佐官)       | 위관 (尉官)       | 위관 (尉官)       | 위관 (尉官)       | 준육위 (准陸尉) |
| 계급장 (階級章)     | 통합·육상막료장 (統合·陸上幕僚長) | 육장 (陸将) | 육장보 (陸将補) | 1등육좌 (1等陸佐) | 2등육좌 (2等陸佐) | 3등육좌 (3等陸佐) | 1등육위 (1等陸尉) | 2등육위 (2等陸尉) | 3등육위 (3等陸尉) | 준육위 (准陸尉) |
| ------------------- | --------------------------------- | ----------- | --------------- | ----------------- | ----------------- | ----------------- | ----------------- | ----------------- | ----------------- | --------------- |
| 갑계급장 (甲階級章) |                                   |             |                 |                   |                   |                   |                   |                   |                   |                 |
| 을계급장 (乙階級章) |                                   |             |                 |                   |                   |                   |                   |                   |                   |                 |
| 예복용 (礼服用)     |                                   |             |                 |                   |                   |                   |                   |                   |                   |                 |
| 약장 (略章)         |                                   |             |                 |                   |                   |                   |                   |                   |                   |                 |
| 비고                |                                   |             |                 |                   |                   |                   |                   |                   | [ 6 ]             |                 |

| 구분 (区分)         | 조(曹)            | 조(曹)            | 조(曹)            | 조(曹)            | 사(士)          | 사(士)            | 사(士)            | 자위관(自衛官) 후보생(候補生) | 3등육사 (3等陸士) |
| 계급장 (階級章)     | 육조장 (等陸曹長) | 1등육조 (1等陸曹) | 2등육조 (2等陸曹) | 3등육조 (3等陸曹) | 육사장 (陸士長) | 1등육사 (1等陸士) | 2등육사 (2等陸士) | 자위관(自衛官) 후보생(候補生) | 3등육사 (3等陸士) |
| ------------------- | ----------------- | ----------------- | ----------------- | ----------------- | --------------- | ----------------- | ----------------- | ----------------------------- | ----------------- |
| 갑계급장 (甲階級章) |                   |                   |                   |                   |                 |                   |                   |                               |                   |
| 을계급장 (乙階級章) |                   |                   |                   |                   |                 |                   |                   |                               |                   |
| 예복용 (礼服用)     | 없음              | 없음              | 없음              | 없음              | 없음            | 없음              | 없음              | 없음                          | 없음              |
| 약장 (略章)         |                   |                   |                   |                   |                 |                   |                   | 갑(甲)과 공유(共有)           |                   |
| 비고                |                   |                   |                   | [ 7 ]             |                 |                   |                   | 2010년까지 사용 중            | 2010년에 폐지     |

### 해상자위대
| 구분 (区分)         | 장관 (将官)                       | 장관 (将官) | 장관 (将官) | 좌관 (佐官)       | 좌관 (佐官)       | 좌관 (佐官)       | 위관 (尉官)       | 위관 (尉官)       | 위관 (尉官)       | 준해위(准海尉) |
| 계급장 (階級章)     | 통합·해상막료장 (統合·海上幕僚長) | 해장 (海将) | 장보 (将補) | 1등해좌 (1等海佐) | 2등해좌 (2等海佐) | 3등해좌 (3等海佐) | 1등해위 (1等海尉) | 2등해위 (2等海尉) | 3등해위 (3等海尉) | 준해위(准海尉) |
| ------------------- | --------------------------------- | ----------- | ----------- | ----------------- | ----------------- | ----------------- | ----------------- | ----------------- | ----------------- | -------------- |
| 갑계급장 (甲階級章) |                                   |             |             |                   |                   |                   |                   |                   |                   |                |
| 을계급장 (乙階級章) |                                   |             |             |                   |                   |                   |                   |                   |                   |                |
| 병계급장 (丙階級章) |                                   |             |             |                   |                   |                   |                   |                   |                   |                |
| 약장 (略章)         |                                   |             |             |                   |                   |                   |                   |                   |                   |                |
| 비고                |                                   |             |             |                   |                   |                   | [ 8 ]             |                   |                   |                |

| 구분 (区分)         | 조(曹)          | 조(曹)            | 조(曹)            | 조(曹)            | 사(士)          | 사(士)            | 사(士)            | 자위관(自衛官) 후보생(候補生) | 3등해사 (3等海士) |
| 계급장 (階級章)     | 해조장 (海曹長) | 1등해조 (1等海曹) | 2등해조 (2等海曹) | 3등해조 (3等海曹) | 해사장 (海士長) | 1등해사 (1等海士) | 2등해사 (2等海士) | 자위관(自衛官) 후보생(候補生) | 3등해사 (3等海士) |
| ------------------- | --------------- | ----------------- | ----------------- | ----------------- | --------------- | ----------------- | ----------------- | ----------------------------- | ----------------- |
| 갑계급장 (甲階級章) |                 |                   |                   |                   |                 |                   |                   |                               |                   |
| 을계급장 (乙階級章) |                 |                   |                   |                   |                 |                   |                   |                               |                   |
| 병계급장 (丙階級章) |                 |                   |                   |                   |                 |                   |                   | 없음                          |                   |
| 약장 (略章)         |                 |                   |                   |                   |                 |                   |                   | 없음                          |                   |
| 비고                |                 | [ 9 ]             | [ 10 ]            |                   |                 |                   | [ 11 ]            | 2010년까지 사용 중            | 2010년에 폐지     |

### 항공자위대
| 구분 (区分)         | 장관 (将官)                       | 장관 (将官) | 장관 (将官)     | 좌관 (佐官)       | 좌관 (佐官)       | 좌관 (佐官)       | 위관 (尉官)       | 위관 (尉官)       | 위관 (尉官)       | 준공위 (准空尉) |
| 계급장 (階級章)     | 통합·항공막료장 (統合·航空幕僚長) | 공장 (空将) | 공장보 (空将補) | 1등공좌 (1等空佐) | 2등공좌 (2等空佐) | 3등공좌 (3等空佐) | 1등공위 (1等空尉) | 2등공위 (2等空尉) | 3등공위 (3等空尉) | 준공위 (准空尉) |
| ------------------- | --------------------------------- | ----------- | --------------- | ----------------- | ----------------- | ----------------- | ----------------- | ----------------- | ----------------- | --------------- |
| 갑계급장 (甲階級章) |                                   |             |                 |                   |                   |                   |                   |                   |                   |                 |
| 을계급장 (乙階級章) |                                   |             |                 |                   |                   |                   |                   |                   |                   |                 |
| 예복용 (礼服用)     |                                   |             |                 |                   |                   |                   |                   |                   |                   |                 |
| 약장 (略章)         |                                   |             |                 |                   |                   |                   |                   |                   |                   |                 |
| 비고                |                                   | [ 12 ]      |                 |                   |                   | [ 13 ]            |                   |                   |                   |                 |

| 구분 (区分)         | 조(曹)          | 조(曹)            | 조(曹)            | 조(曹)            | 사(士)          | 사(士)            | 사(士)            | 자위관(自衛官) 후보생(候補生) | 3등공사 (3等空士) |
| 계급장 (階級章)     | 공조장 (空曹長) | 1등공조 (1等空曹) | 2등공조 (2等空曹) | 3등공조 (3等空曹) | 공사장 (空士長) | 1등공사 (1等空士) | 2등공사 (2等空士) | 자위관(自衛官) 후보생(候補生) | 3등공사 (3等空士) |
| ------------------- | --------------- | ----------------- | ----------------- | ----------------- | --------------- | ----------------- | ----------------- | ----------------------------- | ----------------- |
| 갑계급장 (甲階級章) |                 |                   |                   |                   |                 |                   |                   |                               |                   |
| 을계급장 (乙階級章) |                 |                   |                   |                   |                 |                   |                   |                               |                   |
| 예복용 (礼服用)     | 없음            | 없음              | 없음              | 없음              | 없음            | 없음              | 없음              | 없음                          | 없음              |
| 약장 (略章)         |                 |                   |                   |                   |                 |                   |                   | 없음                          |                   |
| 비고                |                 |                   | [ 14 ]            |                   |                 | [ 15 ]            |                   | 2010년까지 사용 중            | 2010년에 폐지     |

## 관계

### 일본국 헌법 제9조
제2차세계대전에서 패전한 일본이 1946년 11월에 공포한 미국 주도의 일본국 헌법 제9조로 인하여 사실상 군대이지만 자위대라는 명칭으로 존재하고 있다.
한편 무기수출 3원칙을 수정하기도 하였다.

## 해외 파견
자위대는 1991년 4월 26일 페르시아만에 6척 규모의 소해(掃海)부대를 파견하였고, 92년 6월 국제연합평화유지활동(PKO) 협력법안이 참의원과 중의원을 통과한 데 이어, 같은 해 9월 11일부터는 캄보디아에 유엔 평화 유지군을 파견하는 등 해외 활동에 나섰다. 2003년에는 무력공격사태대처법, 자위대법 개정, 안전보장회의설치법을 만들었고 또한 2004년에는 "이라크복구지원특별조치법"에 의해 이라크 남부 사마와 지역에 2년 반동안 파병하였다. 2005년에는 해외파견에 따른 정보수집력을 강화하기 위해 자위대에 정보수집 전문 부대를 만들었다. 2006년 북한의 핵실험에 자극 받은 일본은 2006년 10월 13일 아베 내각총리대신이 자위대를 독자적인 판단에 따라 해외 파병하고 정당방위를 벗어난 무기사용도 가능하게 하는 자위대 해외파견관련법인 국제평화협력법안을 검토한다고 밝혔다. 여기에는 치안유지, 경호활동, 선박검사 임무가 포함되어 있다.
자위대의 해외파견에서 본래의 임무는 후방지원이나 인프라 정비 등에 한정되어 있었지만, 파견 이후 자위대의 부대가 전투에 휘말린다는 사태가 여러 번 발생하고 있다.  2004년 이라크에 있는 자위대의 숙영지 주변에서 다른 국적군과 무장 세력의 전투가 발생했다.  일본 정부는 이 사실을 부정하고 전투에는 참여하지 않았다고 하지만 나중에 보고서에서 활동 내용 속에서 전투라는 문자가 복수 발견되었기 때문에 정부의 발언이 허위였던 것으로 나타났다.  2005년에는 이라크의 사마와 시내를 순찰중인 자위대 차량이 IED(즉석 폭발 장치)에 의한 공격을 받았다.  이런 사태가 다수 발생하고 있었기 때문에, 국민의 반대가 늘어난 것으로부터, 2008년의 시나이반도에의 PKO 파견에는 소수의 부대의 파견에 그쳤다.
그동안 자위대는 아덴만과 소말리아 해안에서 독자적으로 2척의 호위함을 활용하여 민간 선박을 호위하다가 2013년 12월부터 해상자위대의 파견 수상 부대 호위함 1척을 연합기동부대 151에 참가시켰고, 2014년 2월부터는 파견 항공대도 연합기동부대 151에 참가시키고 있다.
그리고 소말리아 앞바다와 아덴만에서 빈번하게 발생하는 해적 피해에 대응하기 위해 2011년 7월에 아프리카 지부티에 전후 최초의 해외 군사 기지를 설치했고, 현재 이 기지에는 약 400명의 자위대 병력이 주둔하고 있다.

## 자위대와 군대의 구별
일본헌법 제9조 제1항에서 전쟁포기를 선언하고 제2항에서 군대나 일체 전력보유 금지를 선언하고 있다. 그러나 일본 해상자위대는 세계 최상위권의 막강한 해군력으로 정평이 나 있다. 일본 항공자위대는 수십 년간 가장 높이 평가되었던 F-15 전투기를 200대 이상 보유하고 있고 향후 5세대 스텔스 전투기 F-35를 A형, B형 통틀어 147대 도입을 진행하고 있으며, 영국, 이탈리아와 6세대 전투기 GCAP의 공동개발도 진행하고 있다. 동법 제9조 제2항의 군대나 일체 전력의 보유금지 조항이 개정되지 않아 명칭만 자위대지 실제로는 군대이며, 일본 정부도 공식 입장으로 자위대를 국제법상의 군대로 규정하고 있다. 일본은 집단적 자위권 행사가 가능하고, 적국이 일본과 일본의 동맹국을 공격하면 적 영토 내의 군사 기지, 지휘통제기능 등을 자위대의 순항 미사일과 탄도 미사일 등으로 타격하는 공세적인 군사작전도 가능하다.

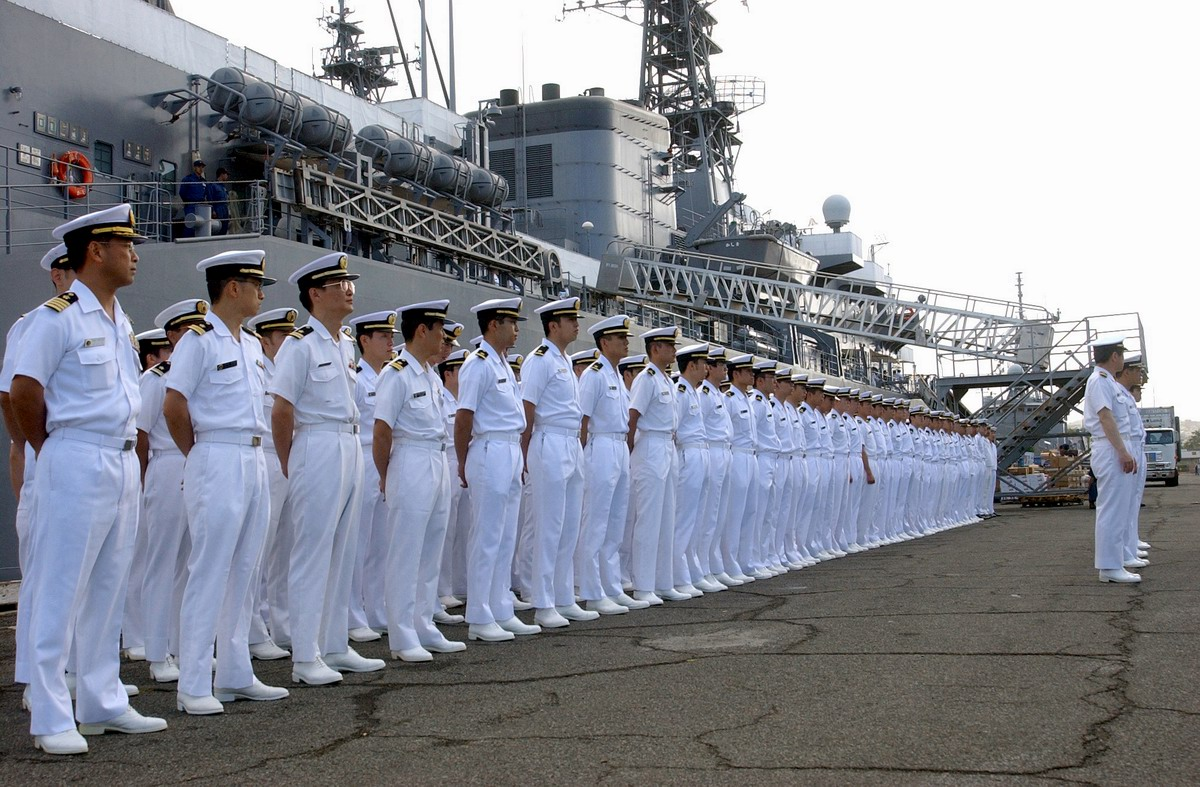
일본해상자위대사병열대
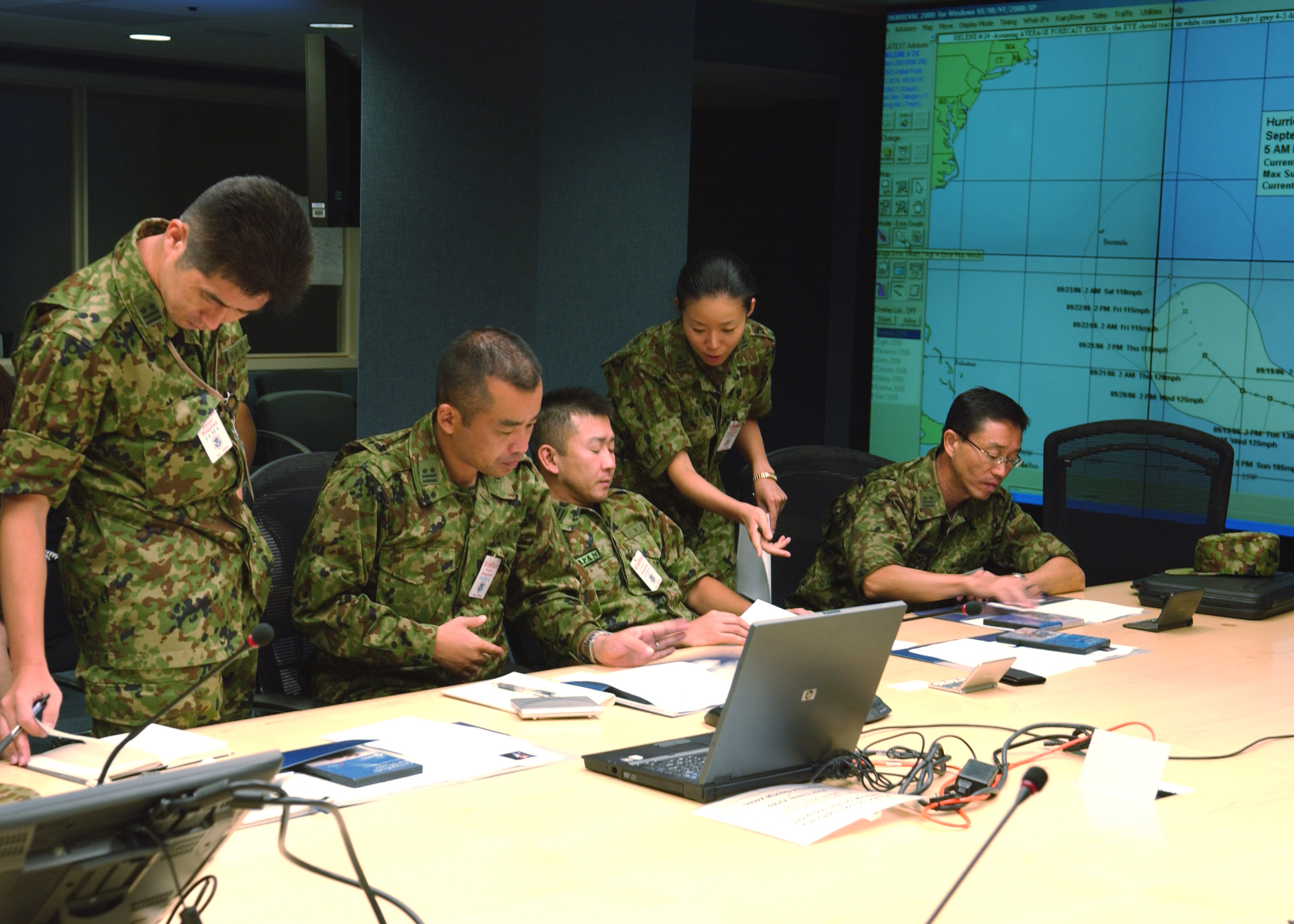
일본육상자위대 2006년 연습

## 같이 보기

### 자위대 관련
- 방위성
  - 육상자위대
  - 해상자위대
  - 항공자위대
- 교육기관
  - 방위대학교
  - 육상자위대간부후보생학교
  - 해상자위대간부후보생학교
  - 항공자위대간부후보생학교
- 국토교통성
  - 해상보안청

### 동맹 관련
- 미군
  - 주일 미군
  - 주한 미군

### 우방 관련
- 영국군
- 호주군
- 인도군
- 프랑스군
- 캐나다군
- 이탈리아군
- 뉴질랜드군
- 독일 연방군
- 대한민국 국군
- 필리핀군
- 북대서양 조약 기구

### 주변국 관련
- 조선인민군
- 중국인민해방군
- 중화민국 국군
- 러시아군

### 역사적 관련
- 일본제국시대의 일본군
- 일본의 전쟁범죄
- 태평양 전쟁
- 중일 전쟁